# Nikołaj Gusarow
Nikołaj Iwanowicz Gusarow, biał. Мікалай Гусараў, ros. Николай Иванович Гусаров (ur. 16 sierpnia 1905 w Nikołajewsku koło Wołgogradu, zm. 17 marca 1985 w Moskwie) – sowiecki działacz komunistyczny, I sekretarz KC Komunistycznej Partii (bolszewików) Białorusi (1947-1950).
Od 1925 w WKP(b) i KP(b)B, 1926-1927 sekretarz odpowiedzialny komitetu okręgowego Komsomołu w Kraju Krasnodarskim. Od 21 marca 1939 do 5 października 1952 zastępca członka KC WKP(b). Sprawował mandat deputowanego Rady Najwyższej ZSRR I, II, III i IV kadencji.
W latach 1927–1929 służył w wojskach ochrony pogranicza, później pracował jako politruk. Od 1938 do stycznia 1939 pełnił funkcję II sekretarza Komitetu Miejskiego WKP(b) w Swierdłowsku, a od 4 marca 1939 do 19 kwietnia 1946 był I sekretarzem Komitetu Obwodowego WKP(b) w Permie. Od 7 marca 1947 do 3 czerwca 1950 piastował urząd I sekretarza KC KP(b)B, od 26 listopada 1953 do 31 sierpnia 1955 I sekretarz Komitetu Obwodowego KPZR w Tule.

## Odznaczenia
- Order Lenina (czterokrotnie - listopad 1942, luty 1944, maj 1945 i grudzień 1948)
- Order Czerwonego Sztandaru Pracy (lipiec 1943)
- Order „Znak Honoru” (dwukrotnie - 1965 i 1971)